# Nikolaus von Amsdorf

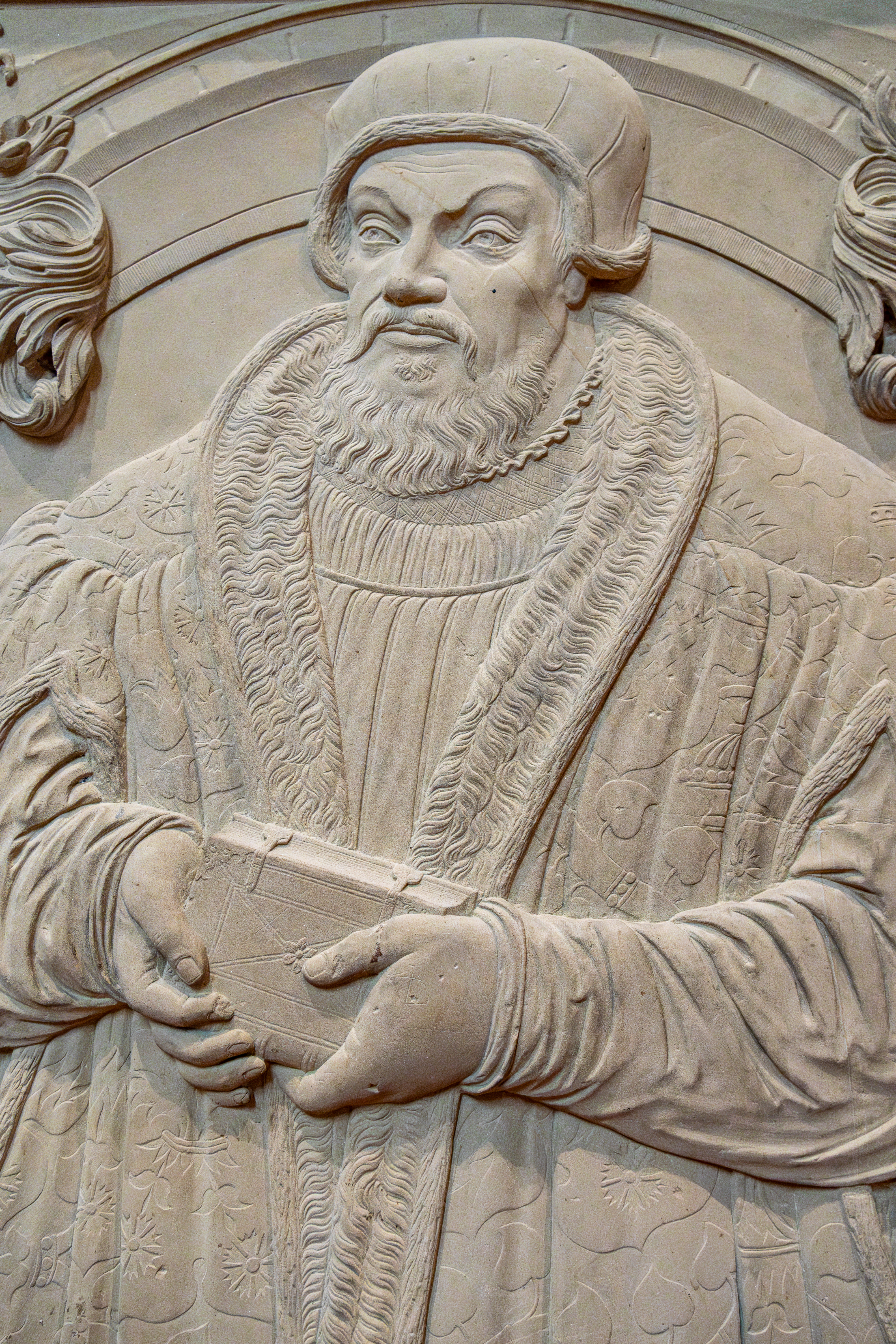
Darstellung Amsdorfs auf seinem Grabstein in der Georgenkirche (Eisenach)

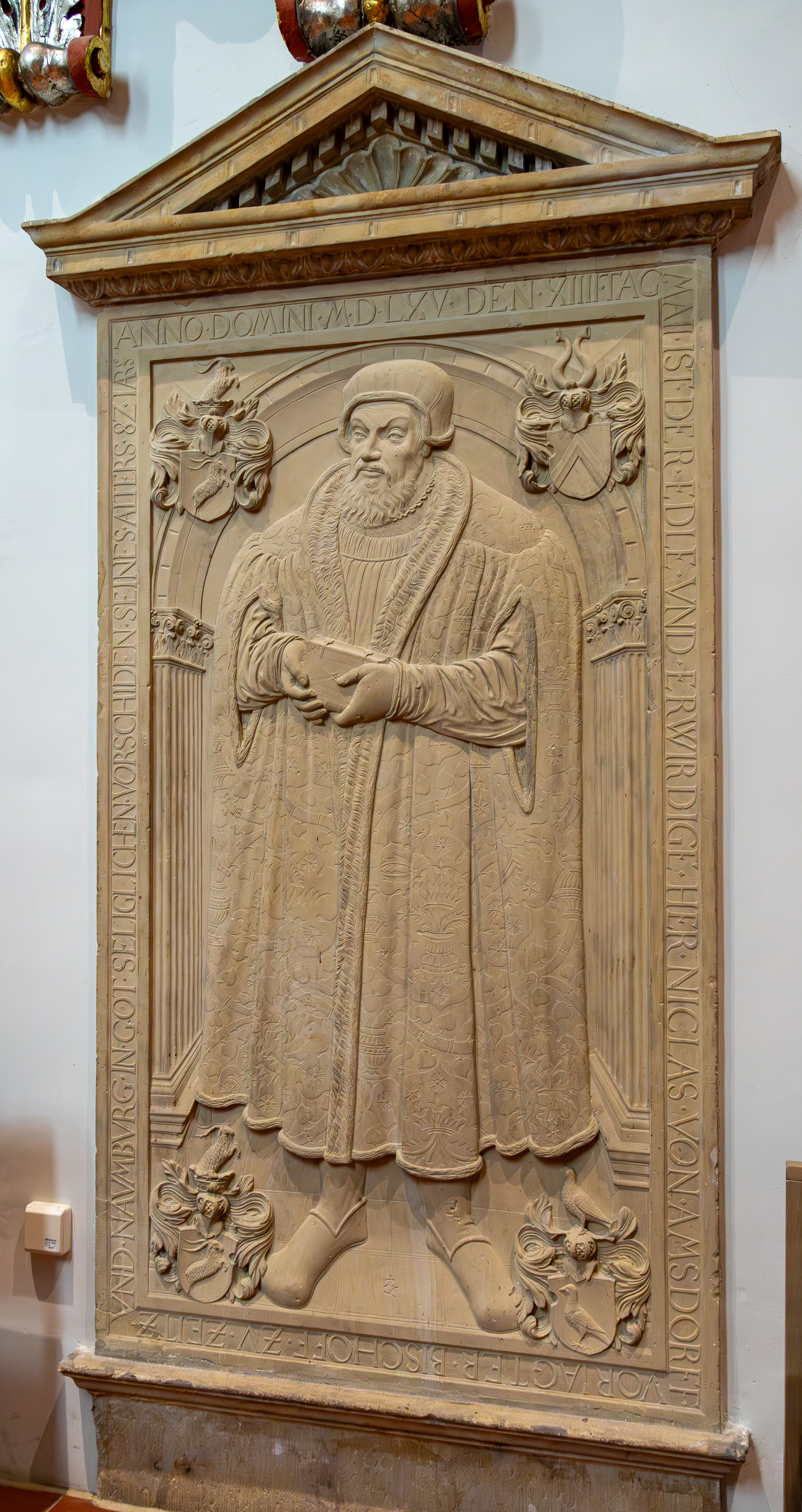
Grabstein des Nikolaus von Amsdorf in der Georgenkirche (Eisenach)

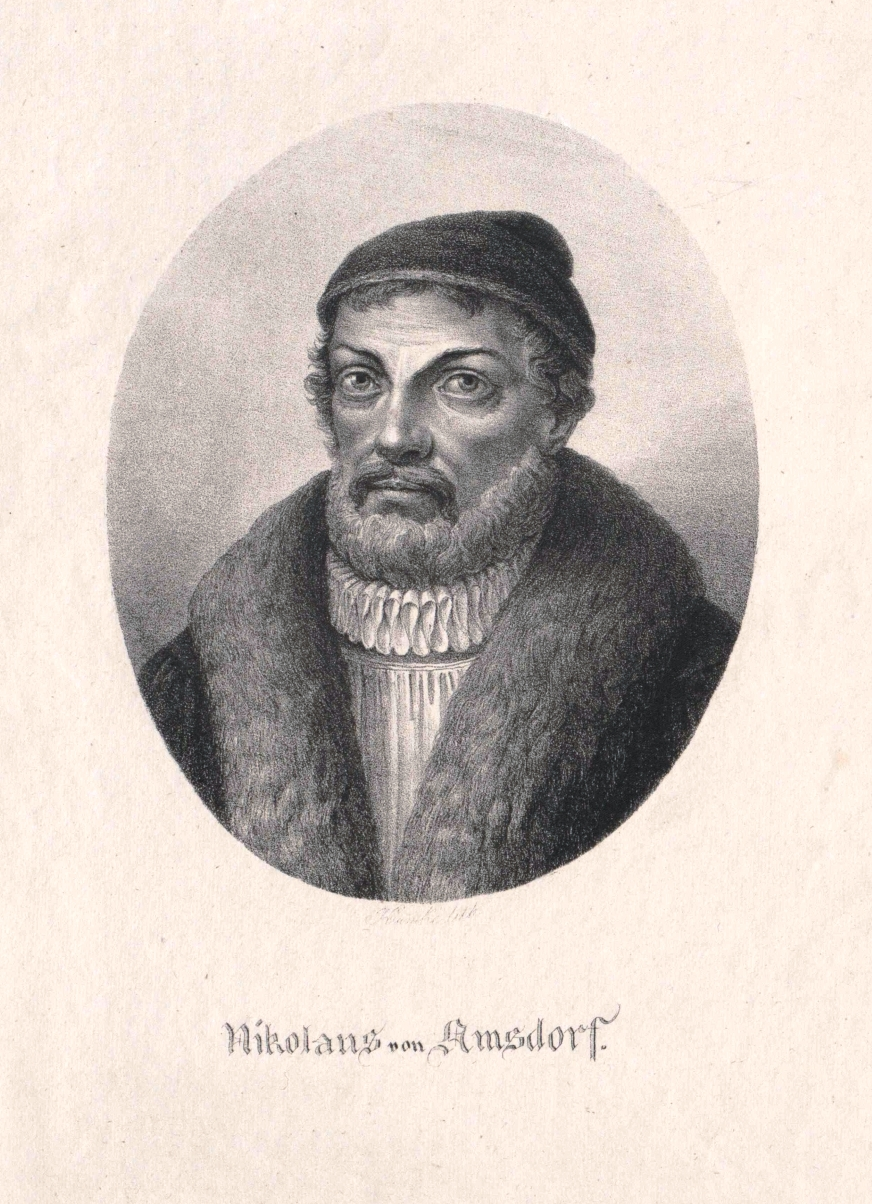
Nikolaus von Amsdorf, Stich von Kunike aus dem 19. Jahrhundert

Nikolaus von Amsdorf (* 3. Dezember 1483 in Torgau; † 14. Mai 1565 in Eisenach) war ein deutscher Theologe und kirchenpolitischer Reformator. Als Bischof von Naumburg (1542–1546) war er der erste lutherische Bischof im deutschsprachigen Raum.

## Name und Herkunft
Im Spätmittelalter waren unterschiedliche Namensschreibweisen nicht ungewöhnlich, der gleichaltrige Martin Luther z. B. trug sich selbst bei Studienbeginn als „Martin Luder de Mansfeld“ ein. So gibt es von Amsdorf folgende Namensvarianten: „Ambsdorf“, „Amsdorff“, „Amstorff“, „Ambsdorff“ und „Ampsdorff“. Er selbst schrieb sich meist „Amsdorff“.
Nikolaus war der Sohn des Amtmanns von Mühlberg Georg von Amsdorf und Katharina, einer geborenen von Staupitz, der Schwester des Johann von Staupitz.

## Leben

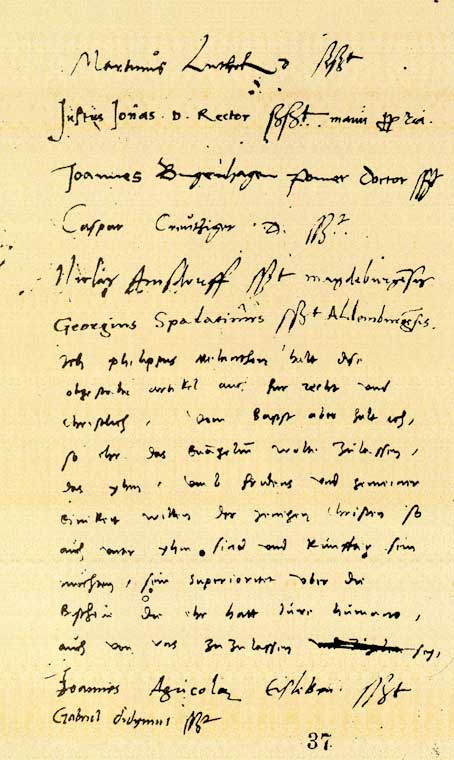
Unterschrift von Nikolaus von Amsdorf, Schmalkaldischer Artikel 1537

### Theologischer Gelehrter
Amsdorf besuchte 1497 die Leipziger Thomasschule und bezog im Sommersemester 1500 die dortige Universität Leipzig. Nachdem er am 15. Februar 1502 den Grad eines Baccalaureus erworben hatte, wechselte er am 18. Oktober desselben Jahres an die Universität Wittenberg. Dort wurde er 1511 Lizentiat der Theologie, nachdem er im Jahr zuvor bereits das Dekanat der Philosophischen Fakultät innegehabt hatte. Er dozierte in Philosophie und Theologie, wurde Kanonikus am Allerheiligenstift und hatte das Rektorat in den Sommersemestern 1513 und 1522 inne. Trotz dieses starken Engagements an der Universität gab es bis 1516 kaum engere Kontakte zwischen ihm und Martin Luther.
Im Jahr 1516 wurden Amsdorfs Thesen bekannt, die sich aus Luthers Römerbriefvorlesung 1515/16 ergaben. Diesen stimmte er nach anfänglicher Ablehnung immer stärker zu. Daraufhin schloss er sich dem Kreis um Philipp Melanchthon, Wenzeslaus Linck und Karlstadt an, die zu dieser Zeit neben Luther Reform und Reformation vorantrieben. Unter dem Einfluss Luthers wurde aus dem Skotisten ein Theologe der Reformation. Zwar durchlitt er nicht die Anfechtungen Luthers, was wohl kaum jemand dieses Kreises tat, wurde aber trotzdem einer der schärfsten Verfechter einer uneingeschränkten Rechtfertigungslehre. 1519 begleitete Amsdorf Luther zur Leipziger Disputation. Im selben Jahr bemühte er sich um die Reform der Universität und um die Abschaffung der Reliquiendienste.

### Amsdorf und Luther
Die Freundschaft zwischen den Wittenberger Reformatoren wurde zu dieser Zeit immer fester. So widmete ihm Luther seine Schrift An den christlichen Adel und Melanchthon seine Ausgabe der Wolken des Aristophanes. 1521 begleitete er Luther abermals auf einem wichtigen Weg, zum Wormser Reichstag, und wurde auch Zeuge der vorgetäuschten Gefangennahme auf dem Rückweg. In der folgenden Zeit fungierte Amsdorf als Verbindungsmann zwischen den Wittenbergern, dem Kurfürsten und Luther und trieb neben Melanchthon die Reformation weiter voran. U. a. hielt er nach Luthers Vorlage eine Vorlesung über den Hebräerbrief. Die Führungsrolle in Luthers Abwesenheit fiel den beiden sichtlich schwer, besonders während der so genannten Wittenberger Bewegung.
Als die Zwickauer Propheten nach Wittenberg kamen, geriet Amsdorf, der immer zu schnelleren und radikaleren Reformen als Luther bereit war, in deren Einfluss. Deren Abschaffung der Messfeier und der Bilderverehrung befürwortete er oder duldete sie zumindest mit Wohlwollen. Auch wenn er wegen des daraus entstehenden Aufruhrs und der Gewalt zweifelte, so konnte doch erst Luther selbst nach seiner Rückkehr am 6. März 1522 von der Notwendigkeit des Bruches mit ihnen und somit auch mit Karlstadt überzeugen. In der Folgezeit arbeitete Amsdorff an der Übersetzung der Bibel mit und drang auf die Reformation des Allerheiligenstiftes, lehnte auch ab, dessen Dechant zu werden.

### Magdeburger Zeit
Am 24. September 1524 kam Amsdorf nach Magdeburg und wurde dort der erste Superintendent. Als Pfarre wurde ihm St. Ulrich gegeben. In dieser Zeit entwickelte er eine rege Publikationstätigkeit und wandte sich in Streitschriften gegen die alte papsttreue Lehre, aber auch gegen aufkeimende andere Strömungen. So vertrat z. B. der Arzt Wolff Cyclop eine zwinglianische Position zum Abendmahl und Ansichten der „Schwärmer“. Die Domprediger blieben bei der alten Lehre von den guten Werken. Gegen dies alles war aus der Sicht des sich streng an Luther Haltenden vorzugehen. In mehreren Schriften äußerte sich Amsdorf gegen den Täufer Melchior Hofmann, besonders wegen dessen Offenbarungsverständnis. Neben seinem Dienst in Magdeburg wurde er u. a. auch nach Einbeck und Goslar gerufen, um dort der Reformation zum Durchbruch zu verhelfen.

### Bischof von Naumburg
Obwohl das Domkapitel 1541 nach dem Tod des Bischofs Philipp von der Pfalz sich für den Nachfolger Julius von Pflug aussprach, setzte sich der sächsische Kurfürst Johann Friedrich I. 1542 mit seinem Kandidaten Nikolaus, sozusagen als Gegenbischof, durch. Zur Lösung des Konfliktes war als mögliche Alternativen der Domdechant Günther von Bünau diskutiert worden. Dieser hatte das Vertrauen sowohl des Kurfürsten als auch von Julius von Pflug. Der Kurfürst hatte außerdem versucht, Georg von Anhalt zur Übernahme des Bischofsamtes zu bewegen. Im Gespräch war weiterhin der in Naumburg aktive Nikolaus Medler.
Amsdorf wurde von Luther als Bischof von Naumburg „ordiniert und eingeweiht“. Die Mehrheit der Menschen des Bistums hatte sich dem evangelischen Bekenntnis zugewandt und der neue Glaube fand starken Rückhalt in der Bürgerschaft der Städte. In der Opposition standen Teile des Domkapitels und adelige Ministeriale. Dies trug vermutlich auch dazu bei, dass Amsdorf als neuen Wohnsitz innerhalb Naumburgs ein Haus inmitten der Stadt am Markt nahe den protestantischen Räten wählte. Unter der Stiftsritterschaft traten als offene Gegner des evangelischen Bischofs namentlich Degenhard von Neuhingen auf Pöschwitz, Valentin von Lichtenhain auf Etzoldshain, Joachim von Etzdorff auf Ostrau und Heinrich vom Ende oder Heinrich von Bünau auf Droyßig hervor.
Als Bischof geriet Amsdorf, dessen Herrschaft von Beginn an auf der Gunst des Kurfürsten beruhte, in weltlichen Angelegenheiten in eine starke Abhängigkeit zum Kurfürstentum. War die Verwaltung einem Stiftshauptmann, der in Absprache mit dem Kurfürstentum handelte, übertragen worden, erlaubten sich kurfürstliche Behörden auch darüberhinausgehende Eingriffe in die Stiftangelegenheiten: So wurden z. B. Besitzurkunden, die schon immer der Herrschaftslegitimation dienten, in das ernestinische Archivdepot nach Torgau gebracht und auch später nicht vollständig zurückgegeben. 1546 wurden die Stiftskleinodien beschlagnahmt. In familiären Angelegenheiten setzte sich Amsdorf für die Neffen, Söhne seines verarmten Bruders Barthels ein und scheute es nicht, ihnen Zuwendungen aus Stiftsmitteln zu verschaffen.
Im Verlaufe des Schmalkaldischen Krieges zog Julius von Pflug 1546 unter dem Schutz der Truppen des Moritz von Sachsen in die Stadt Naumburg ein. Amsdorf sah sich zur Flucht gezwungen.

### Letzte Jahre

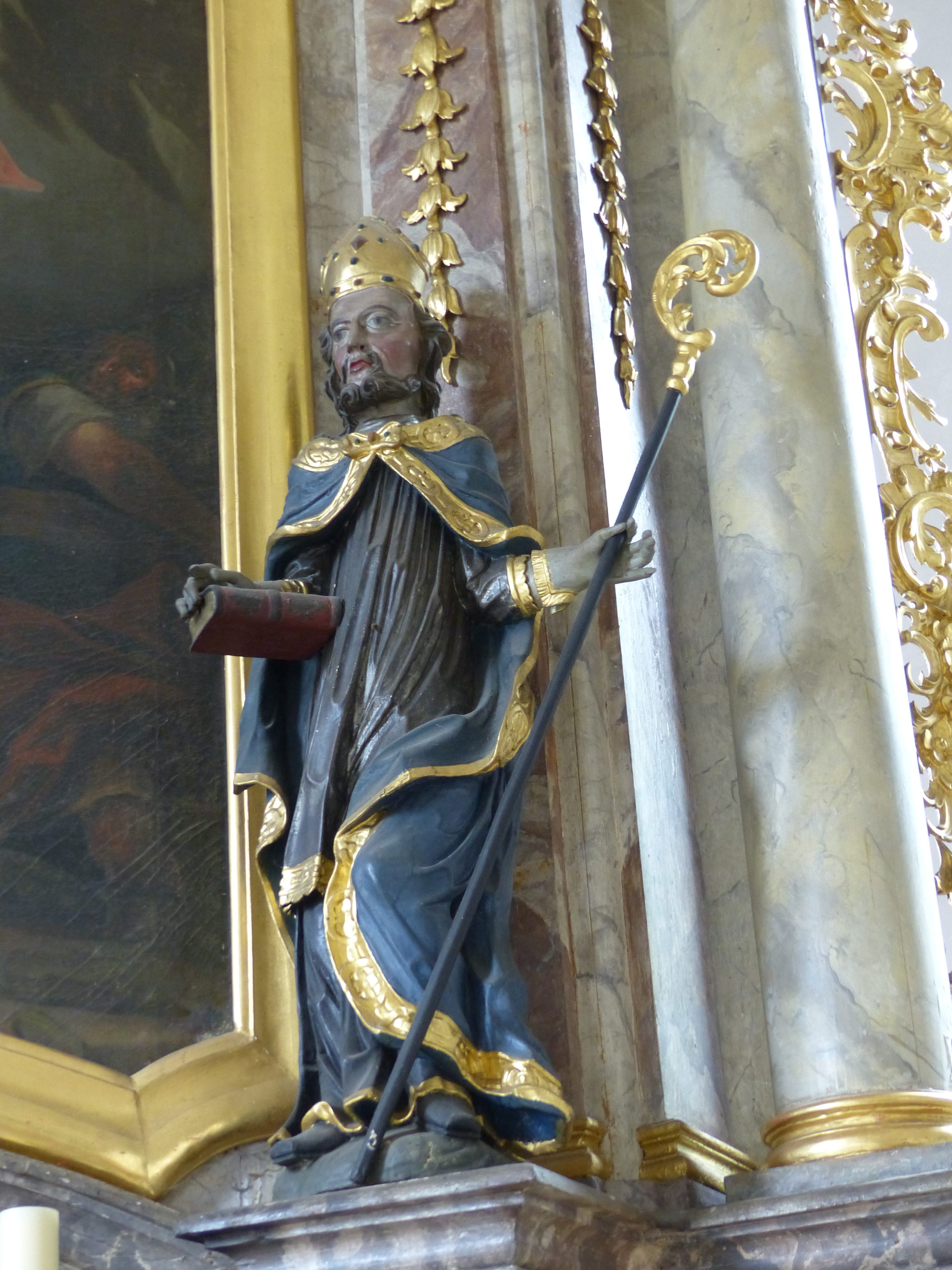
Nikolaus von Amsdorf als protestantisches Gegenstück zum katholischen heiligen Nikolaus in der Simultankirche in Etzelwang (Oberpfalz)

Amsdorf befand sich zunächst auf der Burg Grimmenstein, wo eine Rückkehr nach Naumburg noch möglich erschien. Als sich die Niederlage im Kriegsverlauf abzeichnete, ging er zu seiner früheren Wirkungsstätte Magdeburg.
Seine letzten Jahre verlebte er in Eisenach, wo auch seine Schwester Sophie von Teutleben wohnte. Nach seiner Ankunft im Mai 1552 bewohnte er das Haus des Justus Menius in der Oberen Predigergasse nahe am Marktplatz. Der bereits 69-Jährige verbrachte noch 13 Jahre in der Stadt, seine Arbeit bestand in der Herausgabe von Luthers Schriften, der Ordination junger Pfarrer und der Kirchenvisitation. Von dort aus bekämpfte er verbissen alle, die seiner Ansicht nach Luthers Sache verrieten. Dazu gehörte für ihn Justus Menius, Georg Major und sogar Melanchthon. Mit seiner Haltung isolierte er sich zunehmend. Am 14. Mai 1565 starb der Reformator im Alter von 81 Jahren in Eisenach. Er wurde in der Georgenkirche in Eisenach vor dem Altar bestattet, seine Grabplatte ist heute im Altarraum aufgestellt. Das Familienwappen zeigt einen nach rechts springenden Steinbock. Es sind vier zeitgenössische Bildnisse, die dann oft nachbearbeitet oder mit verschiedenen Bildunterschriften versehen wurden, von ihm bekannt. Ein in Erz gegossenes Bildnis um 1558 ist nicht erhalten geblieben. Ein Kupferstich aus dem 17. Jahrhundert orientierte sich wohl an der Darstellung auf der Grabplatte.

## In der Kunst
- 1707: Bildnis Nicolaus von Amsdorf[3]

## Ehrungen und Gedenktag
14. Mai im Evangelischen Namenkalender.
Die Städte Magdeburg („Amsdorfstraße“), Eisenach, Goslar (Amsdorfgasse), Naumburg und Zeitz haben eine Straße nach ihm benannt.